# جرذ بني (العراق)
الجُرَذ البندقوطي قصير الذيل للبُني (الاسم العلمي: Nesokia bunnii) هو نوع من العائلة الفأرية، ويتواجد فقط في العراق.